# Podmosta
Podmosta is een geslacht van steenvliegen uit de familie beeksteenvliegen (Nemouridae). De wetenschappelijke naam van het geslacht is voor het eerst geldig gepubliceerd in 1952 door Ricker.

## Soorten
Podmosta omvat de volgende soorten:
- Podmosta decepta (Frison, 1942)
- Podmosta delicatula (Claassen, 1923)
- Podmosta macdunnoughi (Ricker, 1947)
- Podmosta obscura (Frison, 1936)
- Podmosta weberi (Ricker, 1952)